# Liste der denkmalgeschützten Objekte in Furth bei Göttweig
Die Liste der denkmalgeschützten Objekte in Furth bei Göttweig enthält die 25 denkmalgeschützten, unbeweglichen Objekte der Gemeinde Furth bei Göttweig im niederösterreichischen Bezirk Krems-Land.

## Denkmäler
| Foto |                 | Denkmal | Standort                                      | Beschreibung | Metadaten |
| ---- | --------------- | --- | --------------------------------------------- | --- | --- |
| ja   | Datei hochladen | Kapelle HERIS-ID: 71428 Objekt-ID: 84615                                                                    | neben Aignerstraße 29 Standort KG: Aigen      | Die mit 1810 bezeichnete Wegkapelle wurde im 20. Jahrhundert verändert. Sie verfügt über einen Glockenturm mit Zwiebelhaube. | BDA-Hist.: Q38127566 Status: § 2a Stand der BDA-Liste: 2025-06-30 Name: Kapelle GstNr.: .47 |
| ja   | Datei hochladen | Steinzeitliche Wehranlage/befestigte Siedlung, Altsiedlungsbereich HERIS-ID: 98280 Objekt-ID: 114181        | Standort KG: Aigen                            | Nordwestlich von Stift Göttweig wurden Überreste einer befestigten steinzeitlichen Siedlung dokumentiert. | BDA-Hist.: Q37771792 Status: § 2a Stand der BDA-Liste: 2025-06-30 Name: Steinzeitliche Wehranlage/befestigte Siedlung, Altsiedlungsbereich GstNr.: 81 |
| ja   | Datei hochladen | Bildstock, Fünfkreuz HERIS-ID: 71511 Objekt-ID: 84700                                                       | bei Keramikstraße 120 Standort KG: Furth      | Der Fünfkreuz genannte Bildstock war bis 1848 die (vermeintliche) Hinrichtungsstätte des Landgerichts Göttweig. Der Bildstock stammt aus dem Frühbarock und zeigt detailreiches Dekor: Auf einem Postament steht eine gedrungene, kannelierte Säule mit einem zylindrischen Sockel mit Engelsköpfen im Dreiviertelrelief. Über dem Volutenkapitell befindet sich ein quaderförmiger Aufsatz mit Reliefs der Pietà unter dem Kreuz, ein Kruzifix mit Maria und Johannes, das Wappen und die Stifterinschrift 1622. Die Verdachung trägt fünf Eisenkreuze. | BDA-Hist.: Q38127809 Status: § 2a Stand der BDA-Liste: 2025-06-30 Name: Bildstock, Fünfkreuz GstNr.: 347 Fünfkreuz Furth |
| ja   | Datei hochladen | Kath. Pfarrkirche hl. Wolfgang HERIS-ID: 49699 Objekt-ID: 53712                                             | Kirchengasse Standort KG: Furth               | Die Pfarrkirche hl. Wolfgang schließt rechtwinkelig an den Komplex von Volksschule und Meierhof an. Unter dem spätgotischen Rechteck-Chor führen zwei auffallende Straßendurchfahrten hindurch, nach Westen schließt das frühbarocke Langhaus (1614–1618) an, nach Süden der Turm (begonnen 1618) mit Zwiebelhelm (nach Entwurf von Johann Lucas von Hildebrandt 1719). Die Einrichtung stammt aus der Zeit nach der Pfarrerhebung (Ende 18. Jahrhundert) unter Verwendung älterer Teile (Seitenaltarblätter von Johann Bernhard Grabenberger).          | BDA-Hist.: Q20897559 Status: § 2a Stand der BDA-Liste: 2025-06-30 Name: Kath. Pfarrkirche hl. Wolfgang GstNr.: .30/1 Pfarrkirche Furth bei Göttweig |
| ja   | Datei hochladen | Pfarrhof, Müstingerhof HERIS-ID: 49700 Objekt-ID: 53713                                                     | Kirchengasse 12 Standort KG: Furth            | Der Pfarrhof wurde nach teilweisem Abbruch eines Vorgängerbaus (Muestingerhof, urkundlich 1434) unter Abt Gottfried Bessel von Franz Anton Pilgram 1737–1742 als Lesehof erbaut. Zum Hauptgebäude (sechsachsig, mit drei Geschoßen) führt ein Portal mit Reliefwappen (Gottfried Bessel), von Vorbauten flankiert; im Nordwesten schließt ein Ziergarten an. | BDA-Hist.: Q38035582 Status: § 2a Stand der BDA-Liste: 2025-06-30 Name: Pfarrhof, Müstingerhof GstNr.: .28/1, .28/2, .28/3 Pfarrhof Furth bei Göttweig |
| ja   | Datei hochladen | Wirtschaftsgebäude HERIS-ID: 71441 Objekt-ID: 84629                                                         | Kirchengasse 14 Standort KG: Furth            | Das Kelleramt des Stiftes Göttweig liegt südlich der Pfarrkirche; Keller und Lesehof wurden nach 1678 über einem mittelalterlichen Vorgängerbau errichtet und im 20. Jahrhundert ausgebaut. | BDA-Hist.: Q38127631 Status: § 2a Stand der BDA-Liste: 2025-06-30 Name: Wirtschaftsgebäude GstNr.: 6, .31, 8, 9/3, 9/1 |
| ja   | Datei hochladen | Gutshof/Meierhof (herrschaftlich) HERIS-ID: 71440 Objekt-ID: 84628                                          | Kirchengasse 16 Standort KG: Furth            | Der sogenannte Meierhof liegt südlich der Pfarrkirche und gegenüber dem Kelleramt des Stiftes Göttweig, entlang der Fladnitz; urkundlich 1313 erwähnt, wurde er bis ins 19. Jahrhundert um- und ausgebaut. | BDA-Hist.: Q38127620 Status: § 2a Stand der BDA-Liste: 2025-06-30 Name: Gutshof/Meierhof (herrschaftlich) GstNr.: .34/1 |
| ja   | Datei hochladen | Wohnhaus, Teil des ehem. Meierhofs HERIS-ID: 71437 Objekt-ID: 84625                                         | Kirchengasse 51 Standort KG: Furth            | Das zweigeschoßige Gebäude schließt im rechten Winkel Richtung Norden an den gotischen Chor der Pfarrkirche an; in der weiteren Verlängerung befindet sich das Volksschulgebäude. | BDA-Hist.: Q38127599 Status: § 2a Stand der BDA-Liste: 2025-06-30 Name: Wohnhaus, Teil des ehem. Meierhofs GstNr.: .34/1 |
| ja   | Datei hochladen | Volksschule, Teil des ehem. Meierhofs HERIS-ID: 49698 Objekt-ID: 53711                                      | Kirchengasse 51 Standort KG: Furth            | Das zweigeschoßige Volksschulgebäude schließt nach einem Zwischentrakt nördlich an die Pfarrkirche an und verläuft zum ehemaligen Rathaus/Gemeindeamt hin. | BDA-Hist.: Q38035563 Status: § 2a Stand der BDA-Liste: 2025-06-30 Name: Volksschule, Teil des ehem. Meierhofs GstNr.: .34/1 Volksschule Furth bei Göttweig |
| ja   | Datei hochladen | Fußgängerbrücke HERIS-ID: 71442 Objekt-ID: 84630                                                            | bei Kirchengasse 68 Standort KG: Furth        | Die Bogenbrücke (bezeichnet 1907; möglicherweise aus dem 18. Jahrhundert) über die Fladnitz dient (neben den beiden Straßendurchfahrten unter der Pfarrkirche) als Zufahrtsmöglichkeit zum Kelleramt des Stiftes Göttweig. | BDA-Hist.: Q38127642 Status: § 2a Stand der BDA-Liste: 2025-06-30 Name: Fußgängerbrücke GstNr.: 867/3, 867/9, 881 Bridge Kirchengasse over Fladnitz, Furth |
| ja   | Datei hochladen | Pranger HERIS-ID: 71495 Objekt-ID: 84684                                                                    | bei Linke Bachzeile 41 Standort KG: Furth     | Bei dem Pranger handelt es sich um einen frühneuzeitlichen abgefasten Steinpfeiler mit Deckplatte und Kugelbekrönung. | BDA-Hist.: Q38127789 Status: § 2a Stand der BDA-Liste: 2025-06-30 Name: Pranger GstNr.: 871/2 |
| ja   | Datei hochladen | Wegkapelle Johann-Nepomuk-Kapelle HERIS-ID: 60942 Objekt-ID: 73329                                          | bei Linke Bachzeile 41 Standort KG: Furth     | In der Kapelle befindet sich eine Statue des hl. Johannes Nepomuk, die am Postament mit 1723 bezeichnet ist. Kapelle und Statue wurden 2020 restauriert und vom rechten auf das linke Fladnitzufer versetzt. | BDA-Hist.: Q38093707 Status: Bescheid Stand der BDA-Liste: 2025-06-30 Name: Wegkapelle Johann-Nepomuk-Kapelle GstNr.: 871/2 Wegkapelle Johannes Nepomuk Furth bei Göttweig                                                                                           |
| ja   | Datei hochladen | Gemeindeamt HERIS-ID: 71438 Objekt-ID: 84626                                                                | Untere Landstraße 17 Standort KG: Furth       | Seit 1591 ist ein Gemeindehaus an dieser Stelle belegt. 1898 erfolgte der Neubau des Rathauses durch Josef Utz d. J. Das zweigeschoßige Gebäude hat eine kräftige späthistoristische Fassade, mit zwei Eck-Erkern und einem mittigen Giebelrisaliten. Nach der Übersiedlung der Gemeindeverwaltung im Sommer 2012 wird das Gebäude in die benachbarte Volksschule einbezogen. | BDA-Hist.: Q38127610 Status: § 2a Stand der BDA-Liste: 2025-06-30 Name: Gemeindeamt GstNr.: .34/3 |
| ja   | Datei hochladen | Bildstock Zellerkreuz HERIS-ID: 71434 Objekt-ID: 84621                                                      | Standort KG: Furth                            | Das Zellerkreuz markiert den Wallfahrtsweg nach Mariazell. Der hohe Pfeilerbildstock trägt die Bezeichnung 1629 und wurde 1972 renoviert. | BDA-Hist.: Q38127580 Status: § 2a Stand der BDA-Liste: 2025-06-30 Name: Bildstock Zellerkreuz GstNr.: 875/1 Zellerkreuz (Furth bei Göttweig) |
| ja   | Datei hochladen | Wegkapelle Schönkreuz mit Maria Immaculata HERIS-ID: 71538 Objekt-ID: 84729                                 | Standort KG: Furth                            | Das sogenannte „Schönkreuz“ ist eine 1745 errichtete Wegkapelle; in der Nische hinter einer Balustrade und Gittern befindet sich eine überlebensgroße Skulptur der Maria Immaculata aus weißem Stuck. | BDA-Hist.: Q38127848 Status: § 2a Stand der BDA-Liste: 2025-06-30 Name: Wegkapelle Schönkreuz mit Maria Immaculata GstNr.: 874/1 |
| ja   | Datei hochladen | Anlage Benediktinerstift Göttweig samt Vorgängerbauten, frühere Besiedlung HERIS-ID: 50662 Objekt-ID: 55861 | Stift Göttweig 1 Standort KG: Göttweig        | Das Benediktinerstift Göttweig liegt auf einem Hügel südlich der Donau am Ausläufer des Dunkelsteinerwaldes. | BDA-Hist.: Q697421 Status: § 2a Stand der BDA-Liste: 2025-06-30 Name: Anlage Benediktinerstift Göttweig samt Vorgängerbauten, frühere Besiedlung GstNr.: .1, 3/1, 3/2, 3/3, 4, 5, 6, 7, 8, 9, 11, 22/9, 23/3, 34/1, 34/2, 35, 36, 22/10, 22/11, 22/12 Stift Göttweig |
| ja   | Datei hochladen | Kreuzweg Geheimnisse des Schmerzhaften Rosenkranzes HERIS-ID: 71522seit 2023                                | Stift Göttweig 1, bei Standort KG: Göttweig   | | BDA-Hist.: Q119231385 Status: § 2a Stand der BDA-Liste: 2025-06-30 Name: Kreuzweg Geheimnisse des Schmerzhaften Rosenkranzes GstNr.: 22/10 Rosenkranzkapellen, Stift Göttweig                                                                                        |
| ja   | Datei hochladen | Wegkapelle hl. Johannes Nepomuk HERIS-ID: 71523seit 2023                                                    | Stift Göttweig 1, bei Standort KG: Göttweig   | Die Kapelle mit der Nepomukstatue oberhalb des Rosenkranzweges stammt aus dem Jahr 1752. | BDA-Hist.: Q119231386 Status: § 2a Stand der BDA-Liste: 2025-06-30 Name: Wegkapelle hl. Johannes Nepomuk GstNr.: 22/11 Nepomukkapelle, Stift Göttweig |
| ja   | Datei hochladen | Konventsfriedhof HERIS-ID: 71530seit 2023                                                                   | Stift Göttweig 1, bei Standort KG: Göttweig   | Der Friedhof wurde (lt. der vor Ort angebrachten Gedenktafel) 1901 errichtet und 1973 erweitert. | BDA-Hist.: Q119231384 Status: § 2a Stand der BDA-Liste: 2025-06-30 Name: Konventsfriedhof GstNr.: 22/9 Stift Göttweig, Konventfriedhof |
| ja   | Datei hochladen | Ortskapelle HERIS-ID: 71534 Objekt-ID: 84725                                                                | neben Ortsstraße 14 Standort KG: Oberfucha    | Schlichter Rechteckbau mit Korbbogenapsis und Giebelreiter unter Glockenhelm, Anfang des 19. Jahrhunderts. | BDA-Hist.: Q38127839 Status: § 2a Stand der BDA-Liste: 2025-06-30 Name: Ortskapelle GstNr.: .18 |
| ja   | Datei hochladen | Ortskapelle Hl. Dreifaltigkeit HERIS-ID: 50360 Objekt-ID: 55254                                             | neben Lindengasse 38 Standort KG: Palt        | Ungegliederter Bau unter einem Satteldach mit seitlichem schlankem Turm, in die Häuserzeile der Lindengasse integriert. Vor 1731 Umgestaltung eines älteren Profanbaus zur Kapelle, 1990 Restaurierung. | BDA-Hist.: Q38039666 Status: § 2a Stand der BDA-Liste: 2025-06-30 Name: Ortskapelle Hl. Dreifaltigkeit GstNr.: .23 |
| ja   | Datei hochladen | Ortskapelle HERIS-ID: 71582 Objekt-ID: 84774                                                                | bei Altmannistraße 4 Standort KG: Steinaweg   | Giebelbau mit Satteldach und gequaderten Eckstrebepfeilern sowie angestelltem oktogonalem Türmchen, erbaut um 1880. | BDA-Hist.: Q38127891 Status: § 2a Stand der BDA-Liste: 2025-06-30 Name: Ortskapelle GstNr.: .68 |
| ja   | Datei hochladen | Wohnhaus, Ava-Turm HERIS-ID: 34183 Objekt-ID: 32198                                                         | Avastraße 7 Standort KG: Steinaweg            | Das zweigeschoßige Haus mit vorgeblendetem dreigeschoßigen (Wohn)Turm im Ort Kleinwien, ist 1492 erstmals urkundlich erwähnt, und war – nach einer späteren Tradition – Wohnung der 1127 verstorbenen Dichterin Ava (Dichterin). | BDA-Hist.: Q37956905 Status: Bescheid Stand der BDA-Liste: 2025-06-30 Name: Wohnhaus, Ava-Turm GstNr.: .32 |
| ja   | Datei hochladen | Kath. Filialkirche hl. Blasius und Friedhof HERIS-ID: 50030 Objekt-ID: 54502                                | gegenüber Avastraße 18 Standort KG: Steinaweg | Die Filialkirche hl. Blasius liegt südöstlich oberhalb des Ortes Kleinwien am Hang des Waxenberges und ist vom Friedhof umgeben. Urkundlich ist die Kirche in der ersten Hälfte des 12. Jahrhunderts erwähnt. Der gotische Bau (Mitte des 15. Jahrhunderts) mit leicht überhöhtem Chor und Dachreiter befindet sich über einem romanischen Vorgängerbau. Die Einrichtung (Hochaltar, Seitenaltäre, Kanzel, Orgel) stammt größtenteils aus dem 17. und 18. Jahrhundert.                                                                                   | BDA-Hist.: Q38037680 Status: § 2a Stand der BDA-Liste: 2025-06-30 Name: Kath. Filialkirche hl. Blasius und Friedhof GstNr.: .31, 390 Filialkirche St. Blasius, Kleinwien                                                                                             |
| ja   | Datei hochladen | Bildstock HERIS-ID: 71592 Objekt-ID: 84785                                                                  | Holzstraße Standort KG: Steinaweg             | Der auf die erste Hälfte des 17. Jahrhunderts datierte Pfeilerbildstock wird auch „Zellerkreuz“ bezeichnet, weil er am Zeller Weg (Pilgerweg nach Mariazell) liegt. Weitere Bildstöcke mit dieser Bezeichnung finden sich nordwestlich von Furth, in Kleinwien und in Hörfarth, Gemeinde Paudorf. | BDA-Hist.: Q38127932 Status: § 2a Stand der BDA-Liste: 2025-06-30 Name: Bildstock GstNr.: 445/1 |